# به نام عشق (ترانه مارتین گریکس و بی‌بی رکسا)
«به نام عشق» (به انگلیسی: In the Name of Love) ترانه‌ای از دی‌جی و تهیه‌کنندهٔ موسیقی هلندی مارتین گریکس و خوانندهٔ آمریکایی بی‌بی رکسا می‌باشد. این ترانه توسط گریکس، مت رد، استیو جیمز و سایمون سیز تهیه شده‌است. این ترانه بعد از این‌که برای اولین بار در جشنوارهٔ اولترا موزیک ۲۰۱۶ اجرا شد، در آیتونز و پلت‌فرم‌های استریم منتشر شد. یک ئی‌پی ریمیکس نیز در ۱۱ نوامبر سال ۲۰۱۶ منتشر گردید که حاوی سه نسخهٔ بازسازی‌شده با حضور دالاس‌کی، د هیم و اسنوز می‌بود.